# Volný pád
Volný pád je pohyb tělesa o hmotnosti {\displaystyle m} v tíhovém poli, při kterém počáteční rychlost tělesa je nulová a kromě tíhové síly na těleso nepůsobí žádná další síla, popř. jsou další síly zanedbatelné (tzn. odpor prostředí se zanedbává).

## Pohybové rovnice
Pomineme-li odpor okolního prostředí a uvažujeme-li pouze homogenní tíhové pole (např. reálný pád z malých výšek na povrchu těles bez atmosféry), působí na pohybující se těleso pouze síla {\displaystyle F} ve vertikálním směru o velikosti
{\displaystyle F=-mg},
kde {\displaystyle g} je tíhové zrychlení a {\displaystyle m} je hmotnost tělesa.
Záporným znaménkem se označuje, že těleso padá směrem dolů (daná souřadnicová osa je totiž obvykle orientována směrem vzhůru). Pohybová rovnice v daném směru má tvar
{\displaystyle F=ma},
kde {\displaystyle a} je zrychlení tělesa.
Z předchozích vztahů dostaneme rovnost
{\displaystyle ma=-mg}
neboli (pro {\displaystyle g>0}):
{\displaystyle a=-g}
Vzdálenost {\displaystyle s}, kterou těleso při pádu urazí, pak na čase {\displaystyle t} závisí takto
{\displaystyle s={\frac {1}{2}}gt^{2}}
Je vidět, že velikost hmotnosti {\displaystyle m} tělesa nemá na pohyb vliv. Všechna tělesa padají se stejným zrychlením {\displaystyle g}.

## Kinematika pohybu
Volný pád je tedy rovnoměrně zrychlený přímočarý pohyb se zrychlením rovným tíhovému zrychlení. Ze vztahů pro rovnoměrně zrychlený přímočarý pohyb (za předpokladu, že osa {\displaystyle y} směřuje vertikálně) plyne
{\displaystyle v=v_{0}+gt}
{\displaystyle y=y_{0}+v_{0}t+{\frac {1}{2}}gt^{2}}
kde {\displaystyle v_{0}} určuje velikost počáteční rychlosti (tedy rychlosti v čase {\displaystyle t=0}) a {\displaystyle y_{0}} určuje počáteční polohu (resp. výšku).
V takto zvolené soustavě souřadnic tedy těleso padá proti směru osy {\displaystyle y}.

## Pád z klidu
Pustíme-li těleso z klidu, má v okamžiku vypuštění {\displaystyle t=0} nulovou rychlost {\displaystyle v_{0}=0}. Položíme-li navíc počátek souřadné soustavy do bodu vypuštění, tedy {\displaystyle y_{0}=0}, pak platí
{\displaystyle v=-gt}
{\displaystyle y=-{\frac {1}{2}}gt^{2}}
Vyloučíme-li z těchto rovnic čas {\displaystyle t}, dostaneme závislost rychlosti na poloze (z prvních dvou rovnic jsme vyjádřili t, dali do rovnosti a pak upravili)
{\displaystyle v^{2}=-2gy}
Změníme-li souřadnice tak, aby označovaly výšku, tzn. {\displaystyle -y=h}, dostaneme vzorec pro rychlost pádu tělesa z dané výšky ve tvaru
{\displaystyle v={\sqrt {2gh}}}

## Energie
Při volném pádu se potenciální energie tíhového pole (ve speciálních případech gravitační potenciální energie) mění na kinetickou energii tělesa.

## Přesnost řešení
Uvedené řešení je pouze přibližné, protože tíhové pole astronomických těles ve skutečnosti není homogenní – gravitační pole je blízké centrálnímu a se zvětšující se výškou jeho síla klesá, také odstředivá síla, je-li složkou tíhové síly, se (s výjimkou osy otáčení) se vzdáleností mění. Chyba je však při výpočtu pádů na povrchu Země o mnoho řádů nižší, než například vliv odporu vzduchu.

## Volný pád lidského těla v zemské atmosféře
Terminologická poznámka: 
Přestože se tak nazývá v běžné řeči, přísně vzato se nejedná o volný pád ve smyslu fyzikální definice, protože kromě tíhové síly působí i síly aerodynamického odporu.
Volný pád vzniká tehdy, jestliže tělo člověka padá z velké výšky, tělo se při pádu samovolně urychluje a po dosažení své maximální rychlosti naroste odpor vzduchu do takové velikosti, že se vyrovná tíhové síle a dále se tělo pohybuje konstantní rychlostí. Pohyb padajícího těla je nejprve pohybem rovnoměrně zrychleným a od určitého okamžiku je pohybem s konstantní rychlostí. Typickým příkladem volného pádu jsou pády při leteckých katastrofách.
Odpor vzduchu zanedbáváme (experimentálně zjištěno) do 152 metrů nad zemí.
Ve vyšších vrstvách atmosféry je vzduch řidší, klade menší odpor a lidské tělo může dosáhnout vyšší rychlosti.
Rakušan Felix Baumgartner nad Novým Mexikem absolvoval 15. března 2012 zkušební seskok z extrémní výšky, když podle agentury AP seskočil z více než 21 kilometrů. Během volného pádu dosáhl údajně maximální rychlosti 1357 kilometrů za hodinu, což je 1,25násobek rychlosti zvuku.
14. října 2012 pak rychlosti přes 1127,6 kilometru za hodinu dosáhl podle televizních záběrů čtyřicet sekund poté, co vyskočil z tlakové kabiny vynesené balonem do výšky 39 044 metrů. Podle některých měl Baumgartner rychlost více než 1342, pravděpodobně 1357 kilometrů za hodinu.
Viceprezident americké internetové společnosti Google Alan Eustace v roce 2014 ve speciálním skafandru skočil z výšky 41 419 metrů. Při volném pádu urazil rekordních 37 617 metrů a dosáhl maximální rychlosti 1321 kilometrů za hodinu.
Ve výškách kolem 30 kilometrů je atmosféra tak řídká, že by tu člověk mohl padat maximální rychlostí až kolem 500 metrů za sekundu (1 800 km/h). Tato hodnota s přibývající vzdáleností od zemského povrchu exponenciálně roste.
V hustém vzduchu u země se pádová rychlost (bez ohledu na výšku seskoku) ustálí na hodnotách kolem 50 metrů za sekundu (tj. 180 km/h). Na zem dopadne lidské tělo padající z velkých výšek zhruba stejně rychle jako člověk letící volným pádem ze 450 metrů. To je minimální výška nutná k dosažení hranice mezní rychlosti při pádu. Skočíte-li z větší výšky, rychleji stejně nepoletíte. Záleží také na oblečení, tvaru a poloze těla – rychlost těla při dopadu z volného pádu se tak pohybuje maximální rychlostí 180 až 190, ve vysokých horách i 260 km/h.
Lyžaři pravidelně překročí hodnotu 200 kilometrů za hodinu, což je ještě více než běžná rychlost volného pádu parašutisty – asi 190 km/h. 31. března 2014 dosáhl italský sportovec Simone Origone ve francouzském městečku Vars rekordu 252,454 km/h.